# Godson Kyeremeh
Godson Kyeremeh (Melun, 14 giugno 2000) è un calciatore francese, ala del Le Havre.

## Caratteristiche tecniche
Gioca come ala destra.

## Carriera
Kyeremeh è cresciuto nel settore giovanile del Caen, ed ha firmato il suo primo contratto professionistico nel gennaio del 2019. Ha debuttato in prima squadra il 5 febbraio seguente nell'incontro di Coppa di Francia vinto ai rigori contro il Bastia.
Il 1º febbraio 2021 è stato ceduto in prestito all'Annecy fino al termine della stagione. Utilizzato con buona costanza, nel mese di giugno il prestito è stato prorogato anche per la stagione 2021-2022, nella quale si è rivelato un giocatore chiave per la promozione del club biancorosso in Ligue 2 realizzando 8 gol e fornendo 11 assist in 33 partite.
Rientrato al Caen, è stato confermato in prima squadra ed il 30 luglio ha debuttato in Ligue 2 nell'incontro vinto 1-0 contro il Nîmes proprio grazie ad una sua rete nei minuti di recupero del secondo tempo. Il 9 settembre ha prolungato il contratto fino al 2025.

## Statistiche
aggiornato al 2 settembre 2024
| Stagione        | Squadra         | Campionato      | Campionato | Campionato | Coppe nazionali | Coppe nazionali | Coppe nazionali | Coppe continentali | Coppe continentali | Coppe continentali | Altre coppe | Altre coppe | Altre coppe | Totale | Totale | Totale |
| Stagione        | Squadra         | Comp            | Pres       | Reti       | Comp            | Pres            | Reti            | Comp               | Pres               | Reti               | Comp        | Pres        | Reti        | Pres   | Reti   |        |
| --------------- | --------------- | --------------- | ---------- | ---------- | --------------- | --------------- | --------------- | ------------------ | ------------------ | ------------------ | ----------- | ----------- | ----------- | ------ | ------ | ------ |
| 2017-2018       | Caen 2          | N3              | 1          | 0          | -               | -               | -               | -                  | -                  | -                  | -           | -           | -           | 1      | 0      |        |
| 2018-2019       | Caen 2          | N3              | 16         | 4          | -               | -               | -               | -                  | -                  | -                  | -           | -           | -           | 16     | 4      |        |
| 2019-2020       | Caen 2          | N3              | 15         | 4          | -               | -               | -               | -                  | -                  | -                  | -           | -           | -           | 15     | 4      |        |
| 2020-gen. 2021  | Caen 2          | N3              | 9          | 1          | -               | -               | -               | -                  | -                  | -                  | -           | -           | -           | 9      | 1      |        |
| Totale Caen 2   | Totale Caen 2   | Totale Caen 2   | 41         | 9          |                 | -               | -               |                    | -                  | -                  |             | -           | -           | 41     | 9      |        |
| 2018-2019       | Caen            | L1              | 0          | 0          | CF+CdL          | 1+0             | 0               | -                  | -                  | -                  | -           | -           | -           | 1      | 0      |        |
| 2019-2020       | Caen            | L2              | 0          | 0          | CF+CdL          | 1+0             | 0               | -                  | -                  | -                  | -           | -           | -           | 1      | 0      |        |
| 2020-gen. 2021  | Caen            | L2              | 0          | 0          | CF              | 1               | 0               | -                  | -                  | -                  | -           | -           | -           | 1      | 0      |        |
| gen.-giu. 2021  | Annecy          | N1              | 11         | 2          | CF              | 3               | 0               | -                  | -                  | -                  | -           | -           | -           | 14     | 2      |        |
| 2021-2022       | Annecy          | N1              | 33         | 8          | CF              | 0               | 0               | -                  | -                  | -                  | -           | -           | -           | 33     | 8      |        |
| Totale Annecy   | Totale Annecy   | Totale Annecy   | 44         | 10         |                 | 3               | 0               |                    | -                  | -                  |             | -           | -           | 47     | 10     |        |
| 2022-2023       | Caen            | L2              | 38         | 6          | CF              | 2               | 1               | -                  | -                  | -                  | -           | -           | -           | 40     | 7      |        |
| 2023-2024       | Caen            | L2              | 34         | 3          | CF              | 3               | 2               | -                  | -                  | -                  | -           | -           | -           | 37     | 5      |        |
| 2024-2025       | Caen            | L2              | 3          | 0          | CF              | 0               | 0               | -                  | -                  | -                  | -           | -           | -           | 3      | 0      |        |
| Totale Caen     | Totale Caen     | Totale Caen     | 75         | 9          |                 | 8               | 3               |                    | -                  | -                  |             | -           | -           | 83     | 12     |        |
| Totale carriera | Totale carriera | Totale carriera | 160        | 28         |                 | 11              | 3               |                    | -                  | -                  |             | -           | -           | 171    | 31     |        |